# Sierra Bullones
Sierra Bullones est une municipalité des Philippines située dans le centre de la province de Bohol. Elle se trouve à 71 km de la capitale provinciale Tagbilaran.
Sierra Bullones est divisée en 22 barangays.